# Rahivka, Poliske
Rahivka (în ucraineană Рагівка) este o comună în raionul Poliske, regiunea Kiev, Ucraina, formată numai din satul de reședință.

## Demografie
Componența lingvistică a comunei Rahivka
     Ucraineană (96,42%)
     Rusă (1,69%)
     Alte limbi (1,31%)
Conform recensământului din 2001, majoritatea populației comunei Rahivka era vorbitoare de ucraineană (96,42%), existând în minoritate și vorbitori de rusă (1,69%).